# Пальчиков, Евгений Иванович
Евгений Иванович Пальчиков (род. 3 октября 1949, Леова) — советский и российский учёный в области технической физики, методист, доктор технических наук (2010), профессор кафедры общей физики физического факультета Новосибирского государственного университета (2001). Автор и соавтор более 130 научных публикаций, популяризатор науки.

## Биография
Родился 3 октября 1949 года в Леово (Молдавская ССР) в семье служащих. Занял первое место на Всесибирской олимпиаде по физике в 1965 году и стал бронзовым призёром Всероссийской олимпиады в Москве. Окончил физико-математическую школу при НГУ (1967) и физический факультет НГУ по специальностям «Физика» и «Прикладная математика» (1972).
Карьеру начал в Новосибирском электровакуумном институте (1972), затем работал в НИИ «Восток» (1975). С 1976 года работает в Сибирском отделении АН СССР в различных должностях. В НГУ работает с 1974 года, пройдя путь от преподавателя до профессора кафедры общей физики (2001). Основал и стал заведующим кафедрой естественных наук Высшего колледжа информатики НГУ (1990—1999). Также является профессором кафедры автоматизации физико-технических исследований НГУ (2002).
Участвовал в проведении всероссийских и других олимпиад по физике. Принимает активное участие в организации различных программ обучения, в частности связанных с физическими демонстрациями. Разработал ряд лабораторных работ и описаний физических экспериментов в СУНЦ НГУ, НГУ и ВКИ НГУ. Читал курсы лекций по физике на 1-2-м курсах. В качестве профессора по обмену читал курсы по физике в Skagit Valley College в 1994 году. Руководил разработкой научно-игровых экспонатов для аналога эксплораториума в СОАН СССР и павильоне «Центральный» ВДНХ в Москве в 1990—1992 годах. В 1989 году руководил группой из СССР при первом научном обмене школьников СССР и США по договоренности между АН СССР и People to People.
Читает курсы «Введение в технику физического эксперимента» и «Физические основы информатики» на Физическом факультете НГУ.
В 2010 году защитил докторскую диссертацию на тему «Рентгеновская аппаратура и методики для диагностики динамических процессов в многофазных средах». Оппонентами выступали Б. В. Артемьев, В. А. Горшков и П. Н. Шкатов.
Под его руководством защищены 2 кандидатские диссертации.

## Научный вклад
Е. И. Пальчиков — специалист в области разработки новых технологий для регистрации быстропротекающих процессов. Его интересы охватывают полупроводники, электрофизику, сильноточную электронику, импульсную рентгенографию, гидродинамику неоднородных сред и ударных волн, компьютерную обработку изображений, пробой диэлектриков, акустику, кавитацию, томографию процессов в многофазных средах.
Внёс вклад в изготовление и исследование первых светодиодов на основе твёрдых растворов галлия-алюминия-арсенида-фосфида, первых отечественных диодов Ганна, первой в СССР фотодиодной интегральной матрицы для голографической компьютерной памяти и первой в СССР установки молекулярно-лучевой эпитаксии. Разработал новые методики и установки для лазерного, оптического и рентгеновского изучения различных стадий разрушения воды при подводном взрыве, доказав, что значительная часть ядер кавитации — микропузырьки газа.
Создал и исследовал новые типы импульсных рентгеновских аппаратов для изучения быстропротекающих процессов в непрозрачных средах, разработал портативные импульсные рентгеновские аппараты для дефектоскопии и систем безопасности. Более 200 созданных им аппаратов используются в исследовательских лабораториях России. Предложил новую, более точную модель для описания работы спирального генератора.

## Награды
- Бронзовая медаль ВДНХ (1982)[9].
- Почётная грамота Министерства образования и науки Российской Федерации (2005)[9].
- Грамота молодёжного отдела Государственной думы РФ «За многолетнюю работу с молодежью и организацию школьных научных конференций» (2006)[9].
- Звание «Почетный работник сферы образования Российской Федерации» от Минобрнауки (2017)[1].